# ITT Corporation
ITT Corporation, «Ай-Ти-Ти корпорейшн» (NYSE: ITT) — американская корпорация. Была основана в 1920 году как международная телефонная и телеграфная компания. Наибольшего расцвета достигла в 1960—1970-х годах, когда стала одним из крупнейших конгломератов США, объединявшим сотни компаний различных отраслей экономики. В последующие десятилетия компания распалась, с 2011 года название ITT Corporation носит группа производителей оборудования и комплектующих для промышленности, в частности является одним из крупнейших в мире производителей насосного оборудования. Наряду с AT&T, RCA и Western Union входила в четвёрку крупнейших подрядчиков Агентства военной связи США в плане предоставления в долгосрочную аренду и лизинг оборудования засекречивающей аппаратуры и объектов инфраструктуры связи системы связи Министерства обороны США (как в континентальных штатах, так и на территории стран-сателлитов) с предоставлением квалифицированного персонала для обслуживания указанных объектов. В 1963 году корпоративным юристам ITT удалось в судебном порядке вытеснить Western Union с рынка международных услуг телеграфной связи, таким образом, ITT заняла второе место после AT&T в иерархии поставщиков услуг связи Федерального правительства США и стран-сателлитов, которое с тех пор она стабильно удерживала.

## История

### Правление Эрнана и Состенса Бенов
Компания International Telephone & Telegraph (Международная телефонная и телеграфная компания, ITT) была основана в 1920 году братьями Состенсом и Эрнаном Бенами. Первой их компанией стала телефонная компания Пуэрто-Рико, основанная в 1905 году, следующей — Кубинская телефонная компания, созданная в 1916 году. ITT стала холдинговой компанией для этих компаний и последующих приобретений. На 1920 год США значительно опережали другие страны по уровню телефонизации — здесь было 64 телефона на тысячу жителей, в то время как в Германии было всего 9 телефонов на тысячу жителей, в Великобритании — 5, во Франции — 3. Братья решили заняться исправлением этого отставания. Они начали экспансию в Европу с Испании, где в 1923 году скупили несколько мелких телефонных компаний. В 1924 году указ короля Испании поручил правительству создать национальную телефонную компанию, и ITT получила концессию на образование монополиста в сфере телекоммуникаций в Испании. Созданная компания CTNE (позже переименованная в Telefónica) оставалась собственностью ITT до 1945 года.
Следующим этапом развития ITT стало приобретение предприятий по производству телефонного оборудования. В 1925 году AT&T под давлением правительства вынуждена была продать европейские производственные мощности своего подразделения International Western Electric Company, а их покупателем стала ITT при поддержке National City Bank и J.P. Morgan & Co. Следующие несколько лет стали для ITT периодом бурного роста, был куплен ряд компаний в Европе и в США. В 1930 году корпорацией была создана телефонная компания Румынии (впоследствии Romtelecom), в последующие годы у ITT появились активы в Венгрии, Германии, Австрии (Czeija-Nissl) и Швеции (доля в компании Ericsson). Однако вместе с активами рос и долг компании, из-за биржевого краха 1929 года и последовавшей за ним Великой депрессией ITT оказалась на грани банкротства. В 1933 году умер один из сооснователей, Эрнан Бен.
С началом Второй мировой войны активы ITT Corporation в Германии, Испании, Аргентине и некоторых других странах оказалась под угрозой национализации. Телефонная компания Румынии была национализирована в 1939 году с выплатой компенсации в $13,5 млн. В Германии и других странах с фашистским режимом ITT избрала политику сотрудничества, что на долгие годы стало предметом критики в её адрес. Работала корпорация и в США. В 1942 году в Нью-Джерси был построен большой завод, а в исследовательской лаборатории была разработана система для высокочастотного определения направления (High-frequency direction finding), которая использовалась для обнаружения подводных лодок. В 1945 году была национализирована CTNE (Испания), а в 1946 году — телефонная компания Аргентины (TTN) с выплатой компенсации $80 млн. После войны компания взяла курс на увеличение присутствия на американском рынке, в частности наращивая производство электротоваров. Однако большинство приобретений послевоенного периода были неудачными. Состенс Бен возглавлял компанию до самой смерти в 1957 году, хотя в последние годы его влияние сильно уменьшилось.

### Правление Гарольда Дженина
В 1959 году компанию возглавил Гарольд Дженин. Вскоре после его прихода правительством Фиделя Кастро была национализирована Кубинская телефонная компания. Дженин решил существенно пересмотреть политику корпорации, сделав акцент не на плохо контролируемых активах, разбросанных по всему миру (в начале его правления 82 % выручки ITT давали зарубежные операции), а на американских компаниях с жёстким подчинением. За время его правления (до 1978 года) было куплено около 350 компаний из самых различных отраслей деятельности; в первые несколько лет поглощалось в среднем по одной компании в месяц. Наиболее значимыми приобретениями этого периода были Avis, Inc. (прокат автомобилей), Continental Baking Co. (хлебопекарская промышленность), Sheraton Corp. of America (отели), Grinnell Corp. (торговые автоматы, продукты питания), Bobbs-Merrill (издательство), Levitt Homes (строительство), Eason Oil Company (нефтепродукты), W. Atlee Burpee Co. (семена), Pennsylvania Glass Sand Co. (производство стекла), Abbey Life (британская страховая компания), Cannon (производство кабелей и разъёмов), Kellogg Switchboard & Supply Company (оборудование для телефонной связи). Оборот компании вырос с $800 млн до $22 млрд, конгломерат стал четвёртым крупнейшим работодателем США (368 тысяч сотрудников) и поднялся с 49-го места в списке крупнейших компаний Fortune на 9-е.
В то же время росла и критика в адрес ITT. Для многих американцев этот конгломерат был воплощением всех пороков крупного бизнеса. Претензии Министерства юстиции США были более конкретными — ITT обвиняли в нарушении антимонопольного законодательства. Министерство заблокировало сделку приобретения American Broadcasting Co., страховую компанию The Hartford удалось купить лишь отделив часть активов (Avis, Levitt, Canteen и Grinnell) в отдельную компанию. В 1971 году компанию обвинили в даче взяток участникам Национального съезда Республиканской партии США. Пожертвование в фонд партии в размере $400 тысяч должно было решить вопрос о приобретении компании Hartford. Позже ITT обвиняли в активном участии в делах Чили, компания финансировала противников Сальвадора Альенде на выборах 1970 года, а в 1973 году поддержала военный переворот Аугусто Пиночета. Это было вызвано опасениями, что активы компании в Чили будут национализированы. 28 сентября 1973 года в небоскрёбе латиноамериканского отделения ITT на Мэдисон-авеню была взорвана бомба в знак протеста против участия корпорации в перевороте. Здание было эвакуировано после поступившего за три часа до взрыва анонимного звонка, поэтому обошлось без жертв. В 1976 году корпорация признала, что, «возможно», в 1970 году перевела 350 тысяч долларов в Чили на политические цели.

### Правление Рэнда Араскога
В 1979 году главным исполнительным директором стал Рэнд Араског. Ему удалось добиться смещения Дженина с поста председателя правления (оставался членом правления ещё четыре года), и он стал главой компании на следующие 20 лет. Его видение будущего ITT кардинально отличалось от представлений его предшественника, который оставил компанию с $4 млрд долга. Араског начал массовую распродажу активов. К концу 1984 года было продано 69 дочерних компаний (на сумму $2 млрд), к 1986 году — ещё 100. Европейское телекоммуникационное подразделение было продано Alcatel частями в 1986—1992 годах. Число сотрудников центрального офиса корпорации к 1989 году сократилось с 2000 до 400, а штаб-квартира была перенесена с Парк-авеню (где была с 1961 года) в более скромный офис в Вест-Сайде. Крупнейшим из сохранившихся активов была страховая компания Hartford Insurance Company, на которую в 1988 году пришлось $8,6 млрд из $19,4 млрд выручки, а также ITT Rayonier (обработка древесины, $1,1 млрд), Sheraton (отели), Defense Technology (оборонная продукция), ITT Finance (финансовые услуги), отделение электроники в ФРГ. В 1984 году влиятельной чикагской семьёй Прицкер (Pritzker family) была предпринята попытка поглотить ITT, однако корпорации удалось сохранить самостоятельность. Одним из самых крупных проектов корпорации первой половины 1980-х была Система-12 (англ. ITT System 12), на разработку которой было потрачено около млрд долларов. Она была предназначена для передачи данных по телефонным сетям (то есть аналогична ISDN), однако из-за нехватки средств на её внедрение этот проект был закрыт в 1986 году.

### Разделения корпорации
В 1995 году ITT была разделена на три самостоятельные компании:
- ITT Corp. — основой компании была сеть отелей Sheraton, в 1997 году объединилась с Starwood Hotels & Resorts Worldwide, в 1999 году сменила название на Starwood;
- ITT Hartford — одна из крупнейших страховых компаний, впоследствии сменила название на The Hartford Financial Services Group, Inc.;
- ITT Industries — крупная производственная компания (в основном оборонного направления), с 2006 года называлась ITT Corporation[20].

В мае 1997 года ITT Industries объединилась с компанией Goulds pumps, в результате слияния образовался крупнейший в мире производитель насосного оборудования. Помимо насосов компания также производила комплектующие для автомобильной промышленности и электронику оборонного назначения. В результате разделения корпорации в 2011 году часть активов Goulds pumps отошла компании Xylem Inc., другая часть осталась в составе ITT Corporation.
В 2007 году ITT Corporation получила от Федеральной авиационной администрации США контракт на сумму $207 млн на разработку и внедрение ADS-B, системы радиолокации нового поколения.
В марте 2007 года компания была оштрафована Министерством юстиции США на $100 млн за передачу информации о приборах ночного видения и технологиях противодействия лазерному оружию Сингапуру, Китаю и Великобритании.
В конце 2007 года за $1,7 млрд была куплена EDO Corporation, американский производитель продукции оборонного назначения, после разделения 2011 года активы этой компании отошли Exelis Inc.
В 2008 году компания участвовала в создании спутника GeoEye-1, изготовив для него оптико-электронную камеру. Ранее аналогичной камерой производства ITT был оснащён спутник WorldView-1.
В 2009 году 58 % выручки корпорации (или $6,3 млрд) дала продукция оборонного назначения.
В 2011 году ITT Corporation вновь была разделена на три компании:
- Exelis Inc.[англ.] — производитель электроники оборонного назначения (приборы ночного видения, навигационные и информационные системы), в 2015 году компания была поглощена Harris Corporation[27];
- Xylem Inc.[англ.] — производитель водопроводного оборудования (насосов, инструментов для контроля качества вода и так далее);
- ITT Corporation — производитель оборудования и комплектующих для промышленности[20][28].

В 2015 году были куплены две компании: производитель комплектующих для аэрокосмической отрасли Environmental Control Systems и производитель тормозных систем для автомобилей Wolverine Automotive Holdings Inc. В 2017 году был куплен производитель комплектующих для железнодорожного транспорта Axtone Railway Components. В 2016 году была проведена реогранизация, в ходе которой была создана зарегистрированная в штате Индиана холдинговая компания ITT Inc., ITT Corporation стала её дочерней структурой.

## Собственники
На сентябрь 2016 года основными акционерами ITT Inc. являются:
- The Vanguard Group — 7,9 %;
- BlackRock Fund Advisors — 3,5 %;
- Lord, Abbett & Co LLC — 2,65 %;
- American Century Inv Mgt Inc — 1,6 %;
- Dimensional Fund Advisors, Inc. — 1,5 %.

## Руководство
- 1920—1957 — Состенс Бен (Sosthenes Behn). Родился 30 января 1882 года на острове Сент-Томас (Американские Виргинские острова). Образование получил во Франции (на Корсике и в Париже), в 1913 году получил американское гражданство. В Первую мировую войну служил во Франции в войсках связи (в составе американского экспедиционного корпуса) и достиг звания лейтенант-полковника. В 1946 году получил медаль «За заслуги» (высшая награда США для гражданских лиц)[30], также получал медаль «За выдающиеся заслуги» (США), орден Почётного легиона (Франция), орден Изабеллы Католической (Испания) и орден Святого Григория Великого (Ватикан). Умер 6 июня 1957 года и похоронен на Арлингтонском национальном кладбище[10].
- 1959—1979 — Гарольд Дженин (Harold Geneen). Родился 22 января 1910 года в Борнмуте (Великобритания), в следующем году его семья переехала в США. Учился в Нью-Йоркском университете. В 1956—1959 годах был старшим вице-президентом Raytheon. Умер 21 ноября 1997 года[13][14].
- 1979—1998 — Рэнд Араског (Rand Araskog). Родился 31 октября 1931 года, потомок переселенцев из Швеции. Окончил Вест-Пойнт (специальность — СССР, владеет русским языком) и Гарвардский университет. Начинал карьеру в Пентагоне, в 1960 году перешёл в компанию Honeywell, с 1966 года в ITT Corporation[31][32].
- 1998—2001 — Трэвис Энджен (Travis Engen). Родился в 1944 году, окончил Массачусетский технологический институт. После ухода из ITT в 2001—2006 годах был CEO компании Alcan, в 2006/07 году был председателем Всемирного совета стабильного развития (англ. World Business Council for Sustainable Development)[33].
- 2001—2004 — Луис Джулиано (Louis J. Giuliano). Родился в 1946 году, окончил Сиракузский университет. До присоединения к ITT в 1988 году 20 лет проработал в AlliedSignal. После ухода из ITT в 2004—2014 годах возглавлял почтовую службу США[34].
- 2004—2011 — Стивен Лоренджер (Steven R. Loranger). Родился в 1952 году, окончил Колорадский университет, до ITT работал в AlliedSignal (1993—1999 год), Honeywell (1999—2002 год) и Textron (2002—2004 год)[35][36]

Действующее руководство
- Фрэнк Макиннис (Frank T. MacInnis) — председатель правления ITT Inc. с 2011 года, директор с 2001 года. До этого возглавлял EMCOR Group, Inc. (с 1994 по 2011 год). Родился в 1964 году в Альберте (Канада), окончил Альбертский университет[2][37].
- Дэниз Рамос (Denise L. Ramos) — президент и главный исполнительный директор (CEO) ITT Inc. с 2011 года, в компании с 2007 года. Начала карьеру в 1979 году в компании Atlantic Richfield Company, где проработала более 20 лет. Также работала в KFC Corporation (главный финансовый директор американского отделения), Furniture Brands International и Yum! Brands, Inc[2].

## Деятельность
ITT Corporation состоит из трёх подразделений:
- Industrial Process (промышленное оборудование) — производит насосы и клапаны для нефтяной, газовой, химической и других отраслей промышленности, а также осуществляет их сервисное обслуживание; основные торговые марки продукции подразделения: Goulds Pumps, Bornemann, Engineered Valves, PRO Services и C’treat; производственные мощности расположены в США, Республике Корея, Германии и других странах; оборот в 2017 году — $808 млн;
- Motion Technologies (автокомплектующие) — производит амортизаторы, тормозные системы и другие запчасти для грузового и пассажирского транспорта, оборот — $1,176 млрд, из них около 35 % приходится на двух основных покупателей, Continental и TRW Automotive[англ.]; основные производственные мощности в западной и восточной Европе, Китае и Северной Амрике;
- Connect & Control Technologies (электропроводка и контрольное оборудование) — производит различные типы кабелей и разъёмов, а также защитные чехлы для электропроводки в жёстких условиях эксплуатации; основные торговые марки: Cannon, VEAM и BIW Connector Systems; также производит производит датчики, клапаны, тепло- и звукоизоляцию, преимущественно для аэрокосмической отрасли; производственные мощности в США, Мексике, Германии и Китае; оборот — $605 млн[3].

Расходы на научно-исследовательскую деятельность в 2017 году составили $93,7 млн.
Корпорация осуществляет деятельность в 35 странах, её продукция продаётся более, чем в 100 странах. В 2017 году 67 % выручки дали продажи вне США, в том числе в Германии $389 млн, в других развитых странах $496 млн, в развивающихся странах $847 млн; соответственно, на США пришлось $854 млн. Основные производственные мощности находятся в США, Италии, Китае, Германии, Мексике, Чехии, Республике Корея.
В России корпорация представлена ООО «Ай-Ти-Ти Индастриз Рус», которая осуществляет монтаж, ремонт и техническое обслуживание насосов и компрессоров, а также российским отделением ITT Fluid Technology International, Inc.
| Год                  | 2001  | 2002  | 2003  | 2004  | 2005  | 2006  | 2007   | 2008   | 2009   | 2010   | 2011   | 2012  | 2013  | 2014  | 2015  | 2016  | 2017  |
| -------------------- | ----- | ----- | ----- | ----- | ----- | ----- | ------ | ------ | ------ | ------ | ------ | ----- | ----- | ----- | ----- | ----- | ----- |
| Оборот               | 4676  | 4985  | 4850  | 5966  | 7041  | 7808  | 9003   | 2109   | 1757   | 1891   | 2086   | 2228  | 2497  | 2655  | 2486  | 2405  | 2585  |
| Операционная прибыль | 396,8 | 537,6 | 473,9 | 587,8 | 725,5 | 801   | 977,2  | 208,6  | -117,4 | -180,6 | -244,9 | 151,5 | 183,6 | 266,4 | 380,1 | 258,9 | 309,7 |
| Чистая прибыль       | 276,7 | 379,9 | 403,9 | 432,3 | 359,5 | 581,1 | 742,1  | 737,9  | 628,8  | 840,3  | -129,5 | 125,4 | 488,5 | 184,5 | 351,8 | 186,1 | 113,5 |
| Активы               | 4508  | 5390  | 5955  | 7291  | 7072  | 7401  | 11 553 | 10 614 | 11 196 | 12 616 | 3672   | 3386  | 3740  | 3632  | 3724  | 3602  | 3700  |

## Штаб-квартира

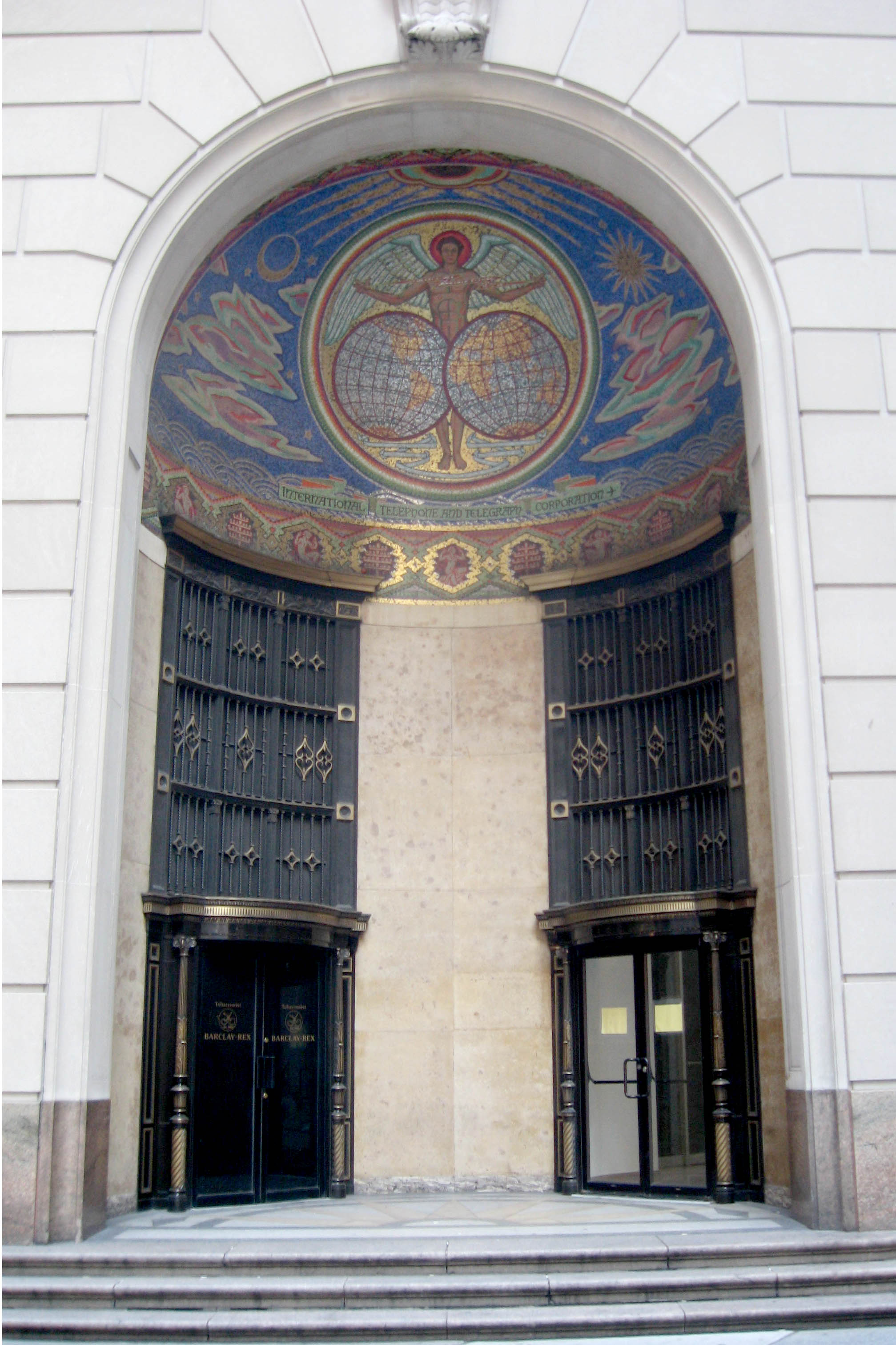
Входная дверь небоскрёба на Брод-стрит, 67

Первой специально построенной штаб-квартирой ITT Corporation стал 33-этажный небоскрёб на Брод-стрит (Манхэттен), 67 (67 (75) Broad St New York, NY 10004), в котором корпорация разместилась в 1928 году. Особенностью небоскрёба была мозаика над главным входом, изображающая ангела, а также гостиная в стиле Людовика XIV, где работал Состенс Бен, и банкетный зал на 200 гостей.
Вторая штаб-квартира на Парк-авеню, 320 (320 Park Ave New York, NY 10022) была значительно скромнее в оформлении и функциональней, отображая характер нового главы ITT Corporation, Гарольда Дженина. Здесь корпорация размещалась с 1961 по 1989 год.
С 1989 по 1996 год корпорация находилась по адресу 6-я авеню, 1330 (1330 Avenue of the Americas)
На 2018 год штаб-квартира ITT Inc. находится в офисном комплексе в городе Уайт-Плейнс (штат Нью-Йорк) по адресу Уэстчестер-авеню, 1133 (1133 Westchester Avenue, White Plains, NY 10604). Кроме ITT в этом комплексе также находятся офисы Starwood, IBM, EMC, Westchester County Association и нескольких других крупных компаний.

## Критика
О деятельности ITT Corporation написано весьма значительное количество книг и статей. Многие из них, в частности книга британского журналиста Энтони Сэмпсона «Независимое государство ITT» (The Sovereign State of ITT), посвящены тому, что в 30—70-е годы XX века корпорация была орудием продвижения интересов американских финансово-промышленных кругов в Европе и Латинской Америке. В 1930-х ITT приняла активное участие в приходе Гитлера к власти и установлению в Германии фашистского режима. Отношения корпорации с рейх-канцлером начались 4 августа 1933 года встречей в Берхтесгадене. Косвенным подтверждением этому является тот факт, что собственность корпорации в Германии не была национализирована до 1945 года. Эта собственность включала крупную компанию по производству электронных ламп и другого электротехнического оборудования C. Lorenz AG, в свою очередь эта компания владела 25-процентным пакетом акций авиастроительной компании Focke-Wulf, одного из основных поставщиков самолётов для люфтваффе, также ITT Corporation владела значительными пакетами акций компаний AEG, Standard Elektrizitätswerke A.G. и Mix & Genest A.G.. Эти компании контролировались через две последовательно подчинённые дочерние компании, а ITT Corporation предоставляла своим дочерним компаниям большую автономию, в частности сохранялось руководство, которое было у компании до присоединения к ITT, или назначалось из граждан той страны, в которой компания вела свою деятельность. В числе основных посредников между ITT Corporation и нацистской Германией были барон Курт фон Шредер (Kurt Baron von Schröder) и Герхард Вестрик (Gerhard Alois Westrick) — оба входили в состав советов директоров дочерних компаний ITT в Германии. Герхард Вестрик на допросе в ноябре 1945 года утверждал, что Состенс Бен не только знал, что на контролируемых его корпорацией заводах выпускается оружие для ведения агрессивной войны, но и настаивал на реинвестировании всей (весьма значительной) прибыли в расширение производства, несмотря на тяжёлое финансовое положение головной компании. В 1967 году ITT Corporation получила от правительства США компенсацию в размере $27 млн за разрушенные в ходе бомбардировок Союзными войсками заводы в Германии.
После окончания Второй мировой войны влияние ITT Corporation в Европе существенно уменьшилось, что компенсировалось активизацией в Латинской Америке. Существуют свидетельства того, что корпорация, совместно с ЦРУ, участвовала по крайней мере в двух государственных переворотах: в Бразилии в 1964 году и в Чили в 1973 году. В обоих случаях президенты (Жуан Гуларт в Бразилии и Сальвадор Альенде в Чили) предпринимали попытки национализировать собственность американских компаний, в частности ITT.

## Дочерние компании
Основные дочерние компании на конец 2017 года
- США
  - Висконсин: Computer & Equipment Leasing Corporation
  - Делавэр: AcousticFab, LLC; C&I QSF LLC; EnviroTech LLC; Goulds Mexico Holdings LLC; Goulds Pumps (IPG) LLC; Goulds Pumps (PA) LLC; Goulds Pumps LLC; Goulds QSF LLC; Industries QSF LLC; InTelCo Management LLC; InTelCo Properties LLC; International Motion Control Inc.; International Standard Electric Corporation; International Telephone & Telegraph Corp.; ITT Aerospace Controls LLC; ITT Automotive Enterprises, Inc.; ITT Cannon LLC; ITT Cannon Mexico, Inc.; ITT Community Development Corporation; ITT C'treat LLC; ITT Engineered Valves, LLC; ITT Enidine Inc.; ITT Fluid Technology International, Inc.; ITT Goulds Pumps, Inc.; ITT Holding LLC; ITT Industries Holdings, Inc.; ITT International Holdings, Inc.; ITT Manufacturing Enterprises LLC; ITT Motion Technologies America, LLC (ITT Koni America LLC); ITT Motion Technologies LLC; ITT Water & Wastewater U.S.A., Inc.; ITT Water Technology (TX) LLC; Koni NA LLC; Leland Properties, Inc.; TDS Corporate Services LLC; Venus Holdco LLC; WC Wolverine Holdings, Inc.; Wolverine Advanced Materials, LLC; Wolverine Automotive Holdings, Inc.
  - Нью-Йорк: AIMCO Industries LLC; Bolton Insurance Co.; Goulds Pumps (N.Y.), Inc.; Goulds Pumps Administration, Inc.; ITT Industries Luxembourg S.a.r.l. (американское отделение);
  - Западная Виргиния: Carbon Industries, Inc.; Kentucky Carbon Corporation
  - Индиана: ITT LLC
  - Калифорния: Electrofilm Manufacturing Company LLC; Industrial Tube Company LLC
  - Массачусетс: Rule Industries LLC
  - Огайо: ITT Torque Systems, Inc. (Cleveland Motion Controls, Inc.)
- Австралия: ITT Australia Holdings Pty Ltd; ITT Blakers PTY Ltd (Paley Pty Ltd.); ITT Blakers Unit Trust
- Алжир: Standard Electric
- Аргентина: Bombas Bornemann S.R.L.; Bombas Goulds S.A.
- Бразилия: ITT Bombas Goulds do Brasil Ltda.; Wolverine Brasil Representacao Ltda.; Wolverine/Tekno Laminates and Composites Ltda.
- Великобритания: ITT Industries Holdings Limited; ITT Industries Limited; ITT Pure-Flo (UK) Ltd.
- Венесуэла: Bombas Goulds de Venezuela C.A.; Distribuidora Arbos, C.A.; Equipos Hidraulicos S.A.
- Германия: Axtone Bahntechink GmbH; Axtone GmbH; DITTHA GmbH; ITT Bornemann GmbH; ITT Cannon GmbH; ITT Control Technologies EMEA GmbH; ITT Germany Holdings GmbH; ITT Motion Technologies GmbH; Wolverine Advanced Materials GmbH
- Греция: Goulds Pumps, LLC (греческое отделение)
- Дания: ITT Cannon GmbH (датское отделение)
- Египет: ITT Egypt LLC
- Индия: ITT Corporation India PVT. Ltd.; Wolverine Advanced Materials LLC (индийское отделение)
- Индонезия: PT ITT Fluid Technology Indonesia
- Иран: ITT Iran S.K.; ITT Technical Services S.K.
- Испания: ITT Industries Spain SL
- Италия: ITT Cannon Veam Italia s.r.l.; ITT Italia s.r.l.; ITT Italy Holding Srl
- Канада: Bornemann Inc. (Canada); Goulds Pumps Canada Inc.
- Китай: Bornemann Pumps & Systems Co. Ltd; ITT (China) Investment Co. Ltd.; ITT (China) Investment Co. Ltd. (Шанхайское отделение); ITT (Shanghai) Fluid Technology Co., Ltd.; ITT Cannon (Hong Kong) LTD; ITT Cannon Electronics (Shenzhen) Co. Ltd; ITT Cannon Electronics (Shenzhen) Co., Ltd.; ITT High Precision Manufactured Products (Wuxi) Co., Ltd.; ITT Procast (Zhangjiagang) Co., Ltd.; Qingdao Kamax Buffer Equipment Company Ltd.; Shanghai Goulds Pumps Co. Ltd.; WAM China Ltd.; Wolverine Advanced Materials (Shanghai) Co., Ltd.; Wolverine Advanced Materials Asia Limited; Wolverine Press (Changshu) Co. Ltd.
- Китайская Республика: Goulds Pumps (NY), Inc., (тайваньское отделение); ITT Cannon (Hong Kong) LTD (тайваньское отделение)
- Колумбия: ITT Goulds Pumps Colombia S.A.S.
- Люксембург: Bolton International RE S.C.A.; Bolton International S.C.A.; ITT Industries Global S.a.r.l.; ITT Industries Luxembourg S.a r.l.; ITT International Luxembourg S.a r.l.; ITT Investments Luxembourg S.a.r.l.; ITT Motion Technologies Luxembourg S.a.r.l.
- Мексика: Bombas Goulds de Mexico S. de R.L. de C.V.; Bornemann S.A. DE C.V.; ITT Cannon de Mexico, S.A. de C.V.; ITT Motion Technologies Mexico, S. de R.L. de C.V.
- Нидерланды: EP Industries Europe B.V.; European Pump Services B.V.; ITT Japan B.V.; ITT Korea Holding B.V.; ITT Netherlands B.V.; Koni BV
- ОАЭ: ITT Cannon LLC (дубайское отделение); ITT Fluid Technology International, Inc. (дубайское отделение)
- Перу: Goulds Pumps (NY), Inc. (перуанское отделение)
- Польша: Axtone HSW sp. z.o.o.; Axtone S.A.
- Республика Корея: Goulds Pumps Co. Ltd.; ITT Cannon Korea Ltd.
- Россия: ITT Industries Rus LLC; LLMZ Karmax; ITT Fluid Technology International, Inc. (российское отделение)
- Саудовская Аравия: ITT Saudi Co.
- Сингапур: ITT Fluid Technology Asia Pte Ltd.
- Таиланд: ITT Fluid Technology International (Thailand) LTD.
- Турция: Standard Tecknik Services
- Франция: ITT Industries France S.A.S.; Koni France SARL
- Чехия: Axtone s.r.o.; ITT Holdings Czech Republic s.r.o.
- Чили: ITT Fluid Technology S.A.
- ЮАР: ITT Fluid Technology International, Inc. (южноафриканское отделение)
- Япония: Enidine Kabashiki Gaisha (Enidine Company Limited (Japan)); ITT Cannon, Ltd.; Wolverine Japan KK